# Wycombe Wanderers Football Club
Pour les articles homonymes, voir Wanderer.
Maillots
Actualités
Le Wycombe Wanderers Football Club est un club de football anglais basé à High Wycombe.
Le club évolue lors de la saison 2024-2025 en EFL League One (troisième division anglaise).

## Histoire

### Débuts en amateur
Le club est fondé en 1887 par un groupe de fabricants de meubles (d'où son surnom Chairboys) à High Wycombe et joue dans la Southern Football League à partir de 1896. Le club ayant un statut amateur dans une ligue professionnelle, il passe à la Western Suburban League en 1908 et à la Spartan League après la Première Guerre mondiale. Le club devient membre de la Isthmian League à partir de 1921, qui sera remportée huit fois à partir de 1956. Wycombe a également remporté la FA Amateur Cup en 1931, le trophée le plus convoité du football amateur anglais à l'époque, et a atteint la finale en 1957 mais a perdu 3-1 contre le Bishops Auckland FC devant 90 000 spectateurs au stade de Wembley.

### Vers la professionnalisation
En 1985, le club est promu en Football Conference. En 1990, le club quitte l'ancien stade de Loakes Park pour déménager dans le nouveau Adams Park. À cette époque, le manager le plus titré de Wycombe à ce jour, Martin O'Neill, rejoint le club. Wycombe remporte le FA Trophy lors de sa première saison et répète le succès en 1993. À ces deux occasions, 30 000 supporters de Wycombe se sont rendus à l'ancien stade de Wembley.
En 1993, le club est promu en Football League puis joue dans la plus basse ligue professionnelle, la Division Three (aujourd'hui : Football League Two). Lors de sa première saison dans le football professionnel, le club gagne la finale des play-off à Wembley face à Preston North End pour la promotion en Division Two (aujourd'hui Football League One). En Division Two, Wycombe termine la saison à la sixième place, sa meilleure place au classement, à une place des séries éliminatoires. Lors de la pré-saison 1995, O'Neill quitte Wycombe pour devenir le manager de Norwich City.
En 2001, Wycombe attire l'attention nationale lorsque l'équipe se qualifie pour les demi-finales de la FA Cup. Des victoires surprenantes sont remportées contre les Wolverhampton Wanderers, Wimbledon FC et l'équipe de première division de Leicester City avant de finalement affronter le Liverpool FC en demi-finale à Villa Park. 19 500 supporters de Wycombe assistent à la défaite 2-1 face aux futurs vainqueurs de la coupe.
En 2006-2007, Wycombe atteint de nouveau une demi-finale, après un match nul à domicile (1-1) contre le champion d'Angleterre en titre du Chelsea FC, l'équipe de quatrième division est éliminée de la compétition après une défaite 4-0 à Stamford Bridge.

### Ascenseur dans les divisions inférieures
Les Chairboys retournent en Division Three en 2004, qui a ensuite été rebaptisée Football League Two. 
Dans la première moitié de la saison 2008-2009, le club domine la League Two et n'a été battu pour la première fois qu'en novembre. Dans la seconde moitié de la saison, cependant, les performances des Wanderers diminuent et Wycombe termine à la troisième place avec une promotion directe en Football League One. C'était la première promotion directe de Wycombe depuis 1993.
Jusqu'en 2012, le club fera des aller retour entre la League Two et la League One.
Le 30 juin 2012, le Wycombe Wanderers Trust (détenu par les supporters) reprend officiellement le club et retrouve une stabilité financière.
En 2018, le club est promu en EFL League One (troisième division). 
Après sa victoire contre Oxford United en finale des barrages de promotion à l'issue de la saison 2019-2020, il accède à l'EFL Championship (deuxième division) pour la première fois de son histoire.
À l'issue de la saison 2020-2021, le club est relégué à la Football League (troisième division).

## Palmarès
- EFL League One (troisième division) : 
  - Vainqueur des play-off : 2020

- Conference National (cinquième division) : 
  - Champion : 1993

- FA Trophy :
  - Vainqueur : 1991, 1993

- Coupe d'Angleterre amateur
  - Vainqueur : 1931

## Anciens joueurs
- Adebayo Akinfenwa
- Gary Blissett
- Eberechi Eze
- Kortney Hause
- David Kerslake
- Luke O'Nien
- Ben Roberts
- David McCracken
- Gerard Lavin
- Matt Phillips
- Paul Bodin

## Infrastructures

### Stades
Depuis 1990 le Wycombe Wanderers Football Club joue ses matchs à domicile à l'Adams Park. Le stade a une capacité de 10 137 places. C'est un stade à l'anglaise avec quatre tribunes : Frank Adams stand, Greene King IPA stand, Dream stand et Main stand. 
De sa création en 1887 jusqu'en 1895 le club joue à Spring Meadow puis de 1895 jusqu'en 1990 à Loakes Park.

## Anecdotes
À la suite de la victoire de Wycombe sur Oxford United (2-1), Adebayo Akinfenwa, attaquant du club, a invité Jürgen Klopp a le contacter via WhatsApp pour fêter ensemble l'accession du club des Wycombe Wanderers au niveau supérieur de l'EFL Championship. Chose faite par l'intéressé le 14 juillet 2020 via l'application dans un message touchant à l'attention de l'attaquant de 38 ans.